# Suphalomitus rufimaculatus
Suphalomitus rufimaculatus är en insektsart som beskrevs av C.-k. Yang 1986. Suphalomitus rufimaculatus ingår i släktet Suphalomitus och familjen fjärilsländor. Inga underarter finns listade i Catalogue of Life.